# (364192) Qianruhu
(364192) Qianruhu est un astéroïde de la ceinture principale.

## Description
(364192) Qianruhu est un astéroïde de la ceinture principale. Il fut découvert le 16 août 2006 à l'observatoire de Lulin par Ye Quan-Zhi et Hong Qin Lin. Il présente une orbite caractérisée par un demi-grand axe de 2,39 UA, une excentricité de 0,21 et une inclinaison de 3,6° par rapport à l'écliptique.